# Dysoxylum macrostachyum
Dysoxylum macrostachyum är en tvåhjärtbladig växtart som beskrevs av C. Dc.. Dysoxylum macrostachyum ingår i släktet Dysoxylum och familjen Meliaceae. Inga underarter finns listade i Catalogue of Life.